# Christian Andreas Doppler
Christian Andreas Doppler   (Salzburg, 29 de novembre de 1803 - Venècia, 17 de març de 1853) va ser un matemàtic i físic austríac. Principalment conegut per la seva hipòtesi sobre la variació aparent de la freqüència d'una ona percebuda per un observador en moviment relatiu enfront de l'emissor. Aquest efecte és anomenat efecte Doppler.

## Vida i obra

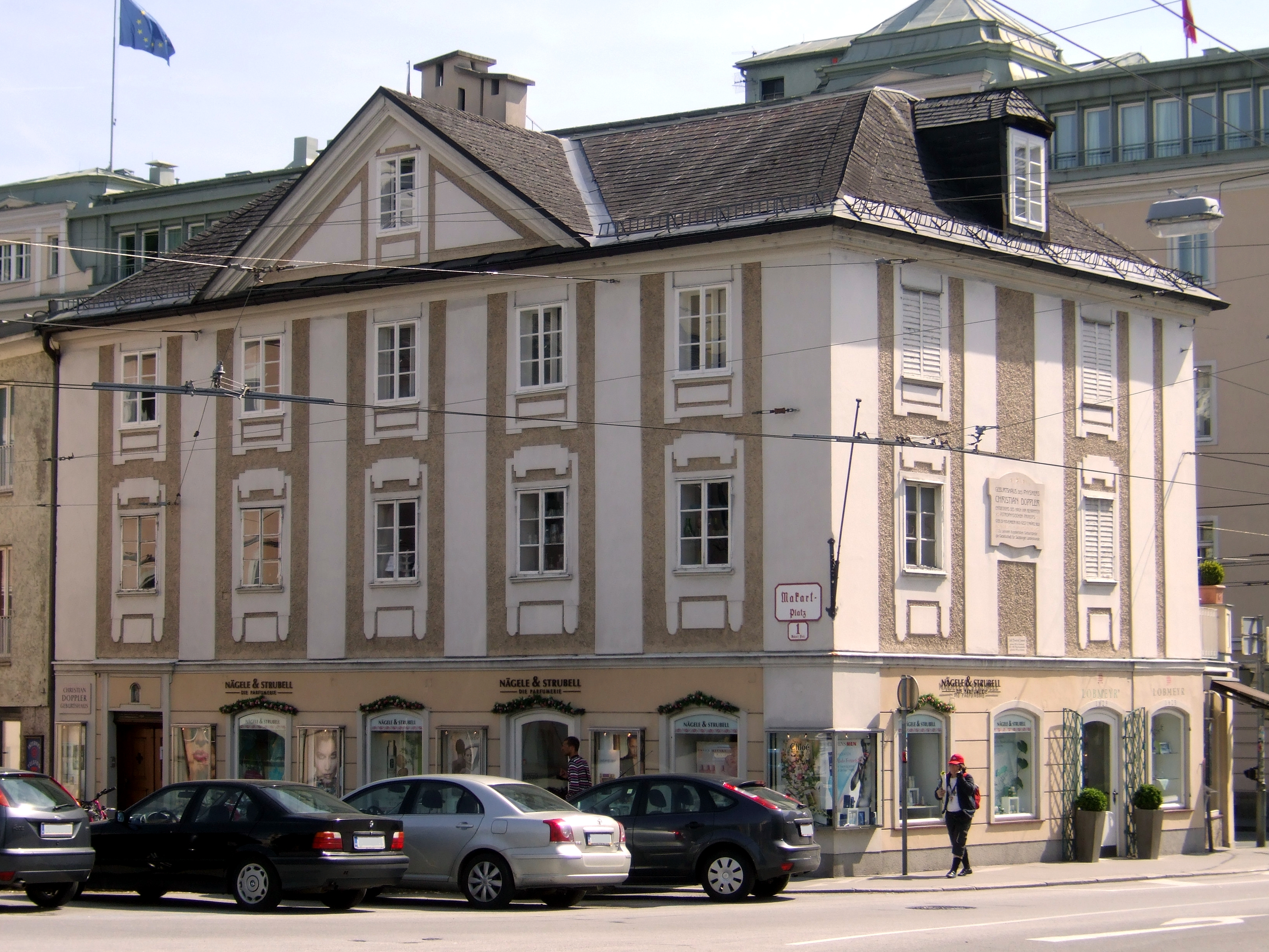
Casa natal de Doppler a Salzburg.

Christian Doppler va néixer en el si d'una família austríaca de mestres picapedrers establerts a Salzburg des 1674. El pròsper negoci familiar va permetre construir una elegant casa a la Hannibal Platz (actualment Makart Platz) a Salzburg que es conserva en l'actualitat i on va néixer Christian Doppler, qui, a causa de problemes de salut, no va poder seguir la tradició familiar.
Christian Doppler va estudiar física i matemàtiques a Salzburg i Viena.Plantilla:Adn En graduar-se el 1829, va ser nomenat professor assistent de la Universitat Tècnica de Viena i el 1836 es va casar amb Mathilde Sturm. El 1835, però, després d'intentar infructuosament aconseguir una plaça de professor titular a Austria, en va acceptar una de professor de física i matemàtiques en un Institut de secundària de Praga. A partir de 1841 va començar a impartir classes d'aquestes matèries a la Universitat de Praga. Un any més tard, el 1842 a l'edat de 39 anys, va publicar el seu treball més conegut, Über das farbige Licht der Doppelsterne und und einiger anderer Gestirne des Himmels (Sobre la llum acolorida d'estrelles dobles i alguns altres cossos celestes), en el qual establia la hipòtesi sobre l'efecte Doppler. Durant els seus anys com a professor a Praga va publicar més de 50 articles en àrees de matemàtiques, física i astronomia. Durant aquest temps no va tenir gran èxit com a professor o com matemàtic amb la notable excepció de l'admiració cap a les seves idees professada per l'eminent matemàtic Bernard Bolzano.

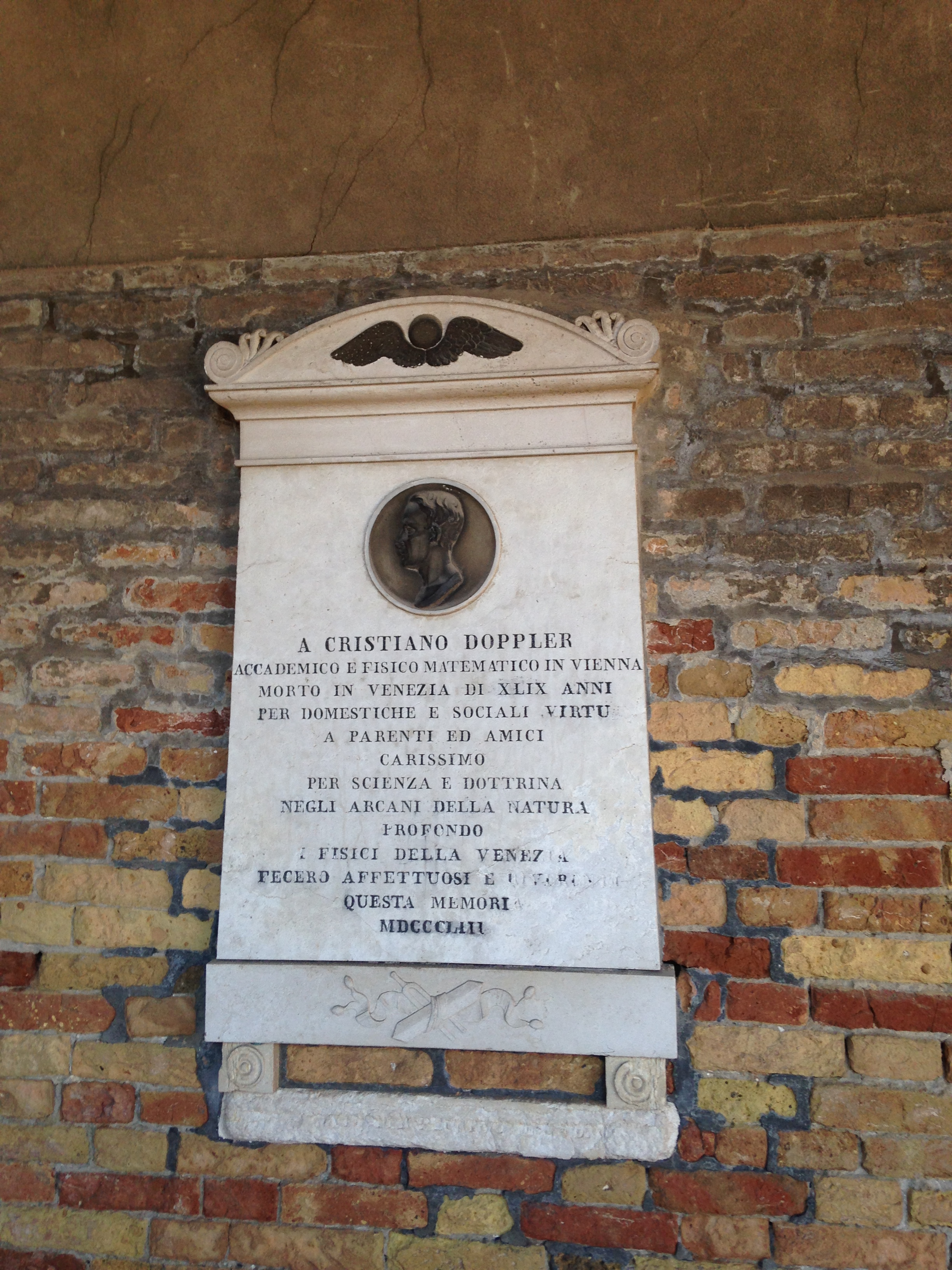
Tomba de Doppler al cementiri San Michele de Venècia.

La seva carrera com a investigador a Praga va ser interrompuda per la revolució de març de 1848 i Doppler va haver de deixar la ciutat per a fer de professor de l'Acadèmia minera a Schemnitz (ara Banská Štiavnica a Eslovàquia). El 1850 va ser nomenat director de l'Institut de Física Experimental de la Universitat de Viena però la seva sempre fràgil salut va començar a deteriorar-se. Poc després, a l'edat de 49 anys, va morir d'una malaltia pulmonar mentre intentava recuperar-se a la ciutat de Venècia.
Doppler considerava el seu treball com una generalització del teorema de l'aberració de la llum tal com el va descobrir James Bradley. Amb ell va arribar a inferir que la percepció dels fenòmens físics pot canviar amb l'estat de moviment de l'observador. L'acceptació del principi no va estar exempta de controvèrsia.
- Bust a la Universitat de Viena
- Estació de metro a Viena
- Casa mortuòria a Venècia
- Casa natal a Salzburg
- Tribunal municipal de Praga
- Lloc de residència a Praga